# Fujiwara no Motofusa
Fujiwara no Motofusa (藤原基房, 1144 - 1er février 1230) est un membre du clan Fujiwara ainsi que l'un des régents Fujiwara. Fujiwara no Motofusa est aussi connu sous le nom de Matsudono no Motofusa, car il venait du village de Matsudono près de Kyoto.
Motofusa a occupé les postes de régent kampaku de sessho à la cour japonaise :
- 1166-1168: Sessho sous l'empereur Rokujo.
- 1168-1172: Sessho sous le règne de l'empereur Takakura.
- 1172-1179: Kampaku sous l'empereur Takakura.